# Monster Mash (singolo)

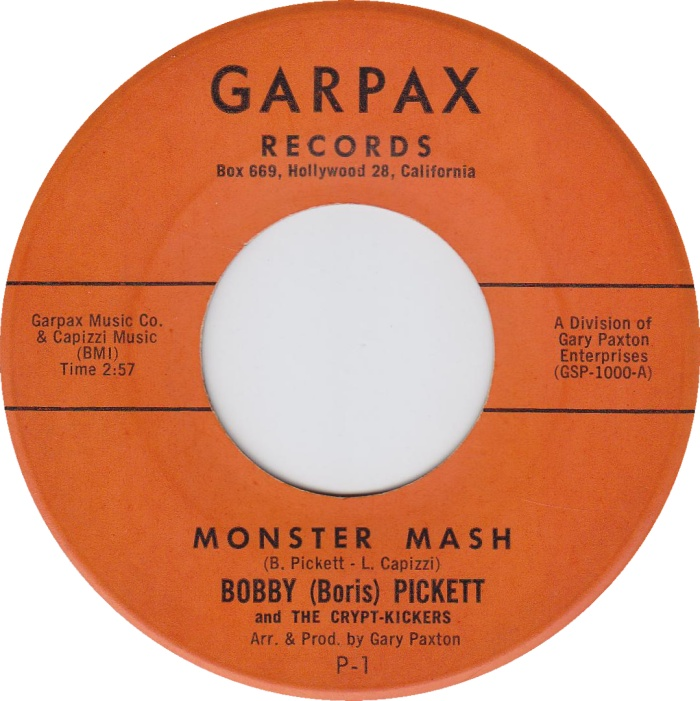

Monster Mash è un singolo del cantante statunitense Bobby Pickett, pubblicato il 25 agosto 1962 come estratto dall'album The Original Monster Mash.

## Descrizione
Pickett, un aspirante attore, cantava con The Cordials di sera, mentre andava alle audizioni durante il giorno. Una sera, mentre stava suonando con la sua band, Pickett fece un monologo imitando il celebre attore di film horror Boris Karloff, durante l'esecuzione della canzone Little Darlin dei Diamonds. Il pubblico apprezzò il brano e il collega del gruppo Leonard Capizzi incoraggiò Pickett a proseguire con le imitazioni di Karloff.
Pickett e Capizzi composero quindi Monster Mash e la registrarono assieme Gary Paxton, Leon Russell, Johnny McCrae, Rickie Page e Terry Page, accreditati come The Crypt-Kickers. Il brano era parzialmente ispirato alla canzone Alley Oop, nonché al Mashed Potato, ballo di moda dell'epoca. Monster Mash era essenzialmente una variazione del Mashed Potato, in cui i passi venivano eseguiti con mimiche "da mostro".
Il testo della canzone contiene la narrazione di uno scienziato pazzo la cui creatura, una sera tardi, si alza dal tavolo per effettuare una nuova danza. La danza divenne una hit quando lo scienziato organizzò una festa per gli altri mostri, che si uniscono anch'essi al Monster Mash.
I produttori crearono effetti sonori a basso costo ma efficaci. Per esempio, il suono di una bara che si apre fu imitato da un chiodo arrugginito tolto da un asse. Il suono di un calderone che bolle fu imitato facendo bollire veramente dell'acqua. Pickett imitò anche l'attore di film horror Bela Lugosi, quando Dracula si alza dalla bara contrariato esclamando: "Whatever happened to my Transylvania Twist?" ("Che fine ha fatto il mio Transylvania Twist?").
Il singolo Monster Mash raggiunse la prima posizione in classifica nella Billboard Hot 100 il 20 ottobre dello stesso anno, rimanendovi per due settimane, giusto in tempo per Halloween. 
Il disco è stato ristampato molte volte ed è apparso nella classifica della Billboard in tre occasioni dopo la pubblicazione originale: nel dicembre 1962, nell'agosto 1970 e nel maggio 1973. 
Nel Regno Unito la BBC ha bandito la canzone nel 1962 perché considerata "malsana". Il disco è stato quindi ristampato nel 1973, raggiungendo la terza posizione nelle classifiche all'inizio di ottobre. È poi rientrato nelle classifiche britanniche il 2 novembre 2008, raggiungendo la sessantesima posizione.

## Tracce
1. Monster Mash – 2:57 (Bobby Pickett, Leonard Capizzi)
2. Monsters' Mash Party – 2:45 (Bobby Pickett, Gary Paxton)

Durata totale: 5:42

## Crediti
- Bobby Pickett - voce
- Leonard Capizzi
- Gary Paxton
- Leon Russell
- Johnny McCrae
- Rickie Page
- Terry Page

## Opere derivate
- Monsters' Holiday, un riaggiornamento della canzone con tematiche natalizie, è stato registrato da Pickett e pubblicato nel dicembre 1962, raggiungendo la trentesima posizione in classifica nella Billboard. La melodia è stata scritta dal compositore di novelty song Paul Harrison.
- Nel 1985, con l'incremento dell'interesse nei confronti della musica rap nella cultura statunitense, Pickett ha pubblicato il brano Monster Rap, che descrive la frustrazione dello scienziato pazzo nel non essere abile ad insegnare alla propria creatura a parlare. Il problema viene risolto quando insegna al mostro la musica rap.
- Il film musicale basato sulla canzone Monster Mash, con Pickett come protagonista, è stato distribuito nel 1995.

## Cover
- I Beach Boys eseguono una cover della canzone solamente due anni dopo la pubblicazione originale nel loro album del 1964 Beach Boys Concert.
- Nel 1964 la Bonzo Dog Doo-Dah Band realizza una cover della canzone nel suo album Tadpoles.
- Boris Karloff canta la canzone in un episodio di Shindig!.
- Nel 1972 Mike Raven, attore di film horror e DJ, canta la canzone nello show musicale 2 G's and the Pop People.
- L'attore Vincent Price registra una sua versione della canzone nel 1977.
- In un episodio di Halloween della serie televisiva Happy Days, Ron Howard si esibisce in una sua interpretazione della canzone, imitando Peter Lorre.
- Nel 1980 il gruppo ska britannico Bad Manners realizza una cover della canzone nel suo album di debutto Ska 'n' B.
- Il gruppo hardcore punk Ill Repute esegue una cover della canzone nel suo album Omelette.
- Una cover viene cantata dai The Big O.
- Una cover viene eseguita da Alvin and the Chipmunks nel 1994.
- Il 31 ottobre 1999 il gruppo horror punk Misfits pubblica il singolo Monster Mash in 7" e CD, seguito a un video musicale in cui il gruppo eseguiva la cover del brano. Un'altra versione viene poi registrata per il loro album Project 1950. Il lato B del singolo contiene la versione dal vivo della canzone.
- I Kidz Bop nel eseguono una versione nel loro album Kidz Bop Halloween.
- I Mannheim Steamroller  ne cantano una cover nel loro album Halloween, Vol. 2: Creatures Collection.
- Zombina and the Skeletones ne canta una cover.
- Nel 2008 gli Smashing Pumpkins pubblicano una versione dal vivo della canzone nel loro album Live Smashing Pumpkins.

## Classifiche
| Classifica (1962-73) | Posizione massima |
| -------------------- | ----------------- |
| Canada               | 1                 |
| Regno Unito          | 3                 |
| Stati Uniti          | 1                 |